# Лонг-Айленд (Канзас)
Лонг-Айленд (англ. Long Island) — місто (англ. city) в США, в окрузі Філліпс штату Канзас. Населення — 137 осіб (2020).

## Географія
Лонг-Айленд розташований за координатами 39°56′46″ пн. ш. 99°32′2″ зх. д. / 39.94611° пн. ш. 99.53389° зх. д. (39.946182, -99.534012).  За даними Бюро перепису населення США в 2010 році місто мало площу 1,14 км², уся площа — суходіл.

## Демографія
Згідно з переписом 2010 року, у місті мешкали 134 особи в 60 домогосподарствах у складі 38 родин. Густота населення становила 117 осіб/км².  Було 77 помешкань (67/км²).
Расовий склад населення:
| - 96,3 % — білих - 3,7 % — осіб інших рас |

До двох чи більше рас належало 0,0 %. Частка іспаномовних становила 3,7 % від усіх жителів.
За віковим діапазоном населення розподілялося таким чином: 20,9 % — особи молодші 18 років, 57,5 % — особи у віці 18—64 років, 21,6 % — особи у віці 65 років та старші. Медіана віку мешканця становила 49,3 року. На 100 осіб жіночої статі у місті припадало 119,7 чоловіків;  на 100 жінок у віці від 18 років та старших — 125,5 чоловіків також старших 18 років.
Середній дохід на одне домашнє господарство  становив 51 322 долари США (медіана — 44 375), а середній дохід на одну сім'ю — 58 048 доларів (медіана — 45 625). Медіана доходів становила 30 357 доларів для чоловіків та 36 250 доларів для жінок. За межею бідності перебувало 2,3 % осіб, у тому числі 0,0 % дітей у віці до 18 років та 10,0 % осіб у віці 65 років та старших.
Цивільне працевлаштоване населення становило 92 особи. Основні галузі зайнятості: сільське господарство, лісництво, риболовля — 40,2 %, освіта, охорона здоров'я та соціальна допомога — 22,8 %, науковці, спеціалісти, менеджери — 12,0 %, будівництво — 9,8 %.